# Protva
Protva (russisk: Протва) er en flod i Moskva og Kaluga oblast i Rusland. Den er en venstre biflod til Oka. Den er 282 km lang, med et afvandingsområde på 4.620 km². Protva fryser over først i december og forbliver isdækket til tidlig i april. Dens største biflod er Luzja. Langs Protva ligger byerne Vereja, Borovsk, Protvino og Obninsk.
55°26′56″N 35°26′24″Ø / 55.449°N 35.4401°Ø